# 钒酰离子

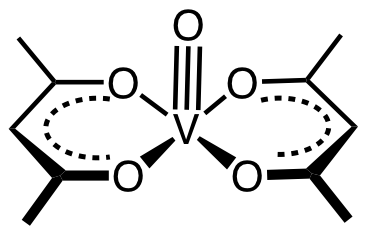
乙酰丙酮氧钒(IV)的结构。

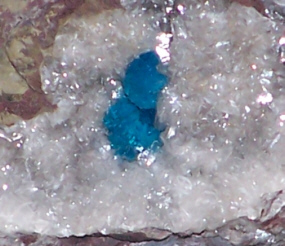
Cavansite，一种含有钒酰离子的矿物，使得它有标志性的天蓝色

钒酰离子又称氧钒(IV)离子，化学式VO2+，是钒的配位化学中常见的官能团。含有钒酰离子的配合物通常具有蓝色和顺磁性。钒酰离子中的V4+和O2-之间有一个三键。

## 天然存在

### 矿物
Cavansite和pentagonite都是含有钒酰离子的矿物。

### 水
VO2+通常与钠离子配对（NaH2VO4），是海水中第二丰富的过渡金属，仅次于钼。钒酰离子在海洋中的平均浓度为30 nM。某些矿泉水泉也含有高浓度的钒酰离子，如富士山附近的泉水每升通常含有多达54 μg的钒酰离子。 

## 含有钒酰离子的化合物
- 乙酰丙酮氧钒(IV)（VO(acac)2）
- 硝酸钒酰（VO(NO3)3）[4]
- 五水合硫酸钒酰（VOSO4·5H2O）

## 相关离子
- 高钒酰离子（VO+
2），[1][5]又称二氧钒(V) 离子
- 偏钒酰离子（[VO3]n−
n）
- 正钒酸根离子（VO3−
4）
- 硫代钒酰离子（VS2+）
- 钛酰离子（英语：titanyl）（TiO2+）
- 铌酰离子（NbO2+）
- 钽酰离子（TaO2+）